# Hyphantrophaga collina
Hyphantrophaga collina är en tvåvingeart som först beskrevs av Henry J. Reinhard 1944.  Hyphantrophaga collina ingår i släktet Hyphantrophaga och familjen parasitflugor. Inga underarter finns listade i Catalogue of Life.